# Gal Alberman
Gal Alberman (hebræisk: גל אלברמן; født 17. april 1983) er en israelsk fodboldspiller, der spiller for Maccabi Haifa. Han har tidligere repræsenteret blandt andet Beitar Jerusalem og Borussia Mönchengladbach.